# Representació irreductible
En matemàtiques, concretament en la teoria de la representació de grups i àlgebres, una representació irreductible {\displaystyle (\rho ,V)} o irrep d'una estructura algebraica {\displaystyle A} és una representació diferent de zero que no té cap subrepresentació no trivial pròpia {\displaystyle (\rho |_{W},W)}, amb {\displaystyle W\subset V} tancat sota l'acció de {\displaystyle \{\rho (a):a\in A\}}.
Tota representació unitària de dimensions finites en un espai de Hilbert {\displaystyle V} és la suma directa de representacions irreductibles. Les representacions irreductibles sempre són indecomposables (és a dir, no es poden descompondre més en una suma directa de representacions), però el contrari pot no ser vàlid, per exemple, la representació bidimensional dels nombres reals que actuen per matrius unipotents triangulars superiors és indecomposable però reductible.

## Història
La teoria de la representació de grups va ser generalitzada per Richard Brauer a partir de la dècada de 1940 per donar teoria de representació modular, en la qual els operadors matricials actuen en un espai vectorial sobre un camp {\displaystyle K} de característica arbitrària, en lloc d'un espai vectorial sobre el camp de nombres reals o sobre el camp de nombres complexos. L'estructura anàloga a una representació irreductible en la teoria resultant és un mòdul simple.

## Visió general
Sigui {\displaystyle \rho } una representació, és a dir, un homomorfisme {\displaystyle \rho :G\to GL(V)} d'un grup {\displaystyle G} on {\displaystyle V} és un espai vectorial sobre un cos {\displaystyle F}. Si triem una base {\displaystyle B} per {\displaystyle V}, {\displaystyle \rho } es pot considerar com una funció (un homomorfisme) d'un grup a un conjunt de matrius invertibles i en aquest context s'anomena representació matricial. Tanmateix, simplifica molt les coses si pensem en l'espai {\displaystyle V} sense base.
Un subespai lineal {\displaystyle W\subset V} es diu {\displaystyle G} -invariant si {\displaystyle \rho (g)w\in W} per a tot {\displaystyle g\in G} i tot {\displaystyle w\in W}. La correstricció de {\displaystyle \rho } al grup lineal general de a {\displaystyle G} -subespai invariant {\displaystyle W\subset V} es coneix com a subrepresentació. Una representació {\displaystyle \rho :G\to GL(V)} es diu que és irreductible si només té subrepresentacions trivials (totes les representacions poden formar una subrepresentació amb el trivial). {\displaystyle G} -subespais invariants, per exemple, tot l'espai vectorial {\displaystyle V}, i {0}). Si hi ha un subespai invariant no trivial propi, {\displaystyle \rho } es diu que és reductible.

### Notació i terminologia de les representacions de grups
Els elements de grup es poden representar per matrius, encara que el terme "representat" té un significat específic i precís en aquest context. Una representació d'un grup és un mapeig dels elements del grup al grup lineal general de matrius. Com a notació, siguem a, b, c, ... denoteu elements d'un grup G amb producte de grup significat sense cap símbol, de manera que ab és el producte de grup d'a i b i també és un element de G, i deixeu que les representacions s'indiquin amb D. La representació d'a s'escriu com
{\displaystyle D(a)={\begin{pmatrix}D(a)_{11}&D(a)_{12}&\cdots &D(a)_{1n}\\D(a)_{21}&D(a)_{22}&\cdots &D(a)_{2n}\\\vdots &\vdots &\ddots &\vdots \\D(a)_{n1}&D(a)_{n2}&\cdots &D(a)_{nn}\\\end{pmatrix}}}
Per definició de representacions de grup, la representació d'un producte de grup es tradueix a la multiplicació matricial de les representacions:
{\displaystyle D(ab)=D(a)D(b)}
Si e és l'element d'identitat del grup (de manera que ae = ea = a, etc.), aleshores D(e) és una matriu d'identitat, o, de manera idèntica, una matriu de blocs de matrius d'identitat, ja que hem de tenir
{\displaystyle D(ea)=D(ae)=D(a)D(e)=D(e)D(a)=D(a)}
i de la mateixa manera per a tots els altres elements del grup. Les dues últimes afirmacions corresponen al requisit que D sigui un homomorfisme de grup.